# Dacia Duster
A Dacia Duster egy utcai terepjáró (SUV, sport utility vehicle), amelyet a Renault román leányvállalata, a Dacia gyárt 2009 óta. Egyes piacokon, mint pl. Indiában, Iránban, Kazahsztánban, Oroszországban, mexikóban, Egyiptomban, Dél-Afrikában, Ukrajnában és a dél-amerikai államokban Renault Duster néven forgalmazzák. Oroszországban és Indiában Nissan Terrano néven forgalmazzák a fejlődő országokba szánt módosított változatát. Eddig egy generációt élt meg a modell. Az autó a Logan platformra épül. A Duster eredetileg versenyautóként mutatkozott be 2009. november 17-én. A tömegváltozat 2010 márciusában mutatkozott be a genfi autószalonon. 2013-ban felújításon esett át a típus, melynek során új hűtőrácsot, lámpákat, kerekeket kapott, és a hátsó részen is újítottak. A belsőt is felújították. A Duster egy platformon osztozik a Dacia Logannel és a Dacia Sanderóval, viszont a Nissan Juke is testvérmodellnek számít. A típus a márka egyik legnépszerűbb modelljének számít, főleg Európában. A versenyautó változat azóta is részt vesz a rali szezonokon. 2017-ben mutatták be a második generációs modelljét, melyet 2018-tól gyártanak.
A Dustert Oroszországban az egykori Moszkvics gyárból alakult Reno Russia gyártja 2012 óta, ahol évente kb. 80 ezer darab készül belőle. A moszkvai gyár 2014-től gyártjas a Duster fejlődő országokbeli piacra szánt módosított változatát is Nissan Terrani márkanéven.
Kolumbiában az Envigadóban működő SOFASA autógyár készíti 2012 óta. Kolumbiában négy változatot gyártanak, kizárólag nyolcszelepes benzinmotorokkal. A Kolumbiában gyártott Dustereket Mexikóba, Bolíviába és Ecuadorba is exportálják.

## Biztonság
A Dacia Duster 2017-es Euro NCAP teszteredményei:
| Euro NCAP teszteredmények | Euro NCAP teszteredmények | Euro NCAP teszteredmények |
| ------------------------- | ------------------------- | ------------------------- |
| Dacia Duster (2017)       |                           |                           |
| Teszt                     | Pontszám                  | Értékelés                 |
| Felnőtt esetén            | 27                        | 3/5                       |
| Gyermek esetén            | 32                        | 4/5                       |
| Gyalogos esetén           | 23                        | 2/4                       |
| Biztonsági segédlet       | 4,5                       | 2/4                       |